# Досягнення (відеоігри)

Приклад сповіщення, яке може отримати гравець після виконання досягнення

У відеоіграх досягнення (або трофей) — це мета-ціль, визначена поза ігровими параметрами, цифрова винагорода, що свідчить про виконання гравцем певного завдання або виклику у відеогрі. На відміну від внутрішньоігрових систем квестів, завдань та/або досвіду, які зазвичай визначають цілі відеогри і мають безпосередній вплив на подальший ігровий процес, управління досягненнями зазвичай відбувається поза межами ігрового середовища та архітектури. Виконання умов та отримання визнання виконання грою називається розблокуванням досягнення або отриманням досягнення.

## Мета і мотивація
Досягнення додаються до ігор, задля збільшення їх тривалості та надання гравцям стимулу не просто пройти гру, але й знайти всі її секрети та виконати всі завдання. По суті, це довільні завдання, які ставить перед гравцем розробник і які він повинен виконати. Ці досягнення можуть збігатися з цілями самої гри, коли завершується стандартний етап гри (наприклад, досягнення за проходження кожного рівня гри), з другорядними цілями, такими як пошук секретних підсилень або прихованих рівнів, або також може бути незалежним від основної чи другорядної цілі гри та зароблятися через проходження гри в особливо складний або нестандартний спосіб (наприклад, швидкісне проходження гри [наприклад, Braid ] або проходження гри без вбивства ворогів [наприклад, Deus Ex: Human Revolution і Dishonored ]), граючи певну кількість разів, переглядаючи відео в грі та/або перемагаючи певну кількість онлайн-супротивників тощо. Певні досягнення можуть стосуватися інших досягнень — у багатьох іграх є одне досягнення, яке вимагає, щоб гравець отримав усі інші досягнення.
На відміну від секретів, які традиційно надавали гравцеві певну пряму вигоду у вигляді полегшення ігрового процесу (наприклад, варп-труба в Super Mario Bros.) або додаткових ігрових можливостей (наприклад, прихована зброя або рівні в шутерах від першої особи на кшталт Doom), навіть якщо вони можуть мати критерії, подібні до досягнень, для їхнього розблокування, наративно-незалежна природа досягнень дозволяє виконувати їх без необхідності надавати гравцеві будь-яку пряму ігрову вигоду або додаткову можливість. Крім того, досягнення, що використовуються в сучасних іграх, зазвичай видимі поза ігровим середовищем (в Інтернеті) і є частиною онлайн-профілю гравця. До таких профілів належать: Gamertag для мережі Microsoft Live Anywhere, що об'єднує ігри для Xbox 360 / Xbox One / Xbox Series X|S, ігри для ПК з використанням Games for Windows — Live і Xbox Live на Windows 8 і Windows 10, а також ігри з підтримкою Xbox Live на інші платформи; PSN ID для PlayStation Network (PSN); вітрини досягнень профілю користувача для Steam ; Профілі Armory для World of Warcraft; і профілі Lodestone для Final Fantasy XIV.
Мотивація гравця до отримання досягнень полягає в тому, щоб максимізувати власний загальний рейтинг (відомий як Gamerscore в Live, Trophy Level в PSN та вітрина досягнень для профілів користувачів Steam) та отримати визнання за свої досягнення завдяки публікації своїх профілів досягнень/трофеїв. Деякі гравці прагнуть розблокувати досягнення як самоціль, не особливо прагнучи насолоджуватися грою, яка їх нагороджує — ця спільнота гравців зазвичай називає себе «мисливцями за досягненнями».
Деякі реалізації використовують систему досягнень, які надають прямі ігрові переваги в ігровому процесі, хоча нагорода зазвичай не збігається з самим досягненням. Одним із прикладів такої реалізації є «виклики», які можна знайти в багатокористувацьких частинах пізніших ігор Call of Duty. Виклики тут можуть включати певну кількість пострілів у голову або вбивств і винагороджуються не лише завершенням досягнення, але й бонусним предметом, який можна екіпірувати. У Team Fortress 2 є по 3 віхи для кожного з дев'яти класів. Після досягнення певної кількості досягнень для кожного класу гравець отримує унікальну для цього класу зброю, яка не продається.

## Походження та впровадження

### Одноігрові досягнення
Ідею ігрових досягнень можна простежити до 1982 року, коли Activision випустила патчі за високі бали. Це була система, за якою інструкції до ігор наказували гравцям досягти певного високого балу, сфотографувати його на екрані телевізора та надіслати фотографію, щоб отримати фізичний патч, який можна було прикріпити до одягу праскою, візуально схожий на скаутські значки. Ц Ця система була впроваджена в багатьох іграх Activision незалежно від платформи, і хоча більшість їхніх ігор були на популярній Atari 2600, ігри на Intellivision, ColecoVision, Atari 5200 і принаймні одна гра на Commodore 64 також містили подібні інструкції з патчами в якості винагороди. Патчі надсилалися разом із листом від компанії, часто написаним так, ніби від вигаданого персонажа, як-от Гаррі з гри Pitfall, у якому гравця вітали з досягненням. До кінця 1983 року нові ігри Activision вже не містили цих досягнень, але компанія все ще вшановувала цей процес у своїх старих іграх.
Гра E-Motion на Amiga 1990 року була однією з перших ігор, які мали певну форму досягнень, запрограмованих у самій грі. У грі вони називалися «секретними бонусами». У грі було п'ять таких бонусів, за такі досягнення, як проходження рівня без повороту праворуч або повне провалення певних рівнів. Деякі окремі ігри включали власну систему ігрових досягнень, відокремлену від загальної платформи. Більшість сучасних багатокористувацьких рольових онлайн-ігор реалізували власну внутрішньоігрову систему досягнень; у деяких випадках, таких як World of Warcraft і Final Fantasy XIV, ці досягнення доступні поза грою при перегляді профілів користувачів на ігрових веб-сайтах, і гра може пропонувати API для вилучення даних про досягнення та їх використання на інших сайтах.

### Платформерні (багатоігрові) системи досягнень
Хоча багато інших окремих ігор розробляли власні «секретні бонуси» та внутрішні досягнення, першою реалізацією легкодоступної та багатоігрової системи досягнень стала система Xbox 360 Gamerscore від Microsoft, представлена на виставці E3 у 2005 році та впроваджена в день запуску Xbox 360 22 листопада 2005 року. У 2007 році Microsoft розширила підтримку Gamerscore до Games for Windows — Live, ввівши підтримку досягнень у Halo 2.
У 2007 році Valve стала другим великим видавцем, який випустив платформну мультиігрову систему досягнень для своєї платформи Steam, яка згодом охопила велику кількість ігор на Windows, Mac OS X, Linux і SteamOS.
У 2008 році Sony наслідувала цей приклад, запропонувавши трофеї для PlayStation 3. Для PlayStation Portable підтримки трофеїв не було, хоча пристрій мав можливість підключення до PSN. До 2011 року наступниця PlayStation Portable, PlayStation Vita, і всі ігри для PlayStation Vita мали універсальну підтримку системи трофеїв, а також пізніші PlayStation 4 і PlayStation 5 та їхні ігри[неякісне джерело]
Apple додала досягнення до Game Center 12 жовтня 2011 року, з виходом iOS 4 для мобільної платформи для iPhone, iPad та iPod Touch. Досягнення доступні на Android через Google Play Games .
Мобільні операційні системи Microsoft, Windows Phone 7 і Windows Phone 8, отримали підтримку Xbox Live, включно з досягненнями, коли вперше були запущені по всьому світу 21 жовтня 2010[неякісне джерело].
Починаючи з 11 липня 2012 року, Amazon Kindle надає сервіс GameCircle, який відстежує досягнення та таблиці лідерів у деяких іграх, адаптованих для платформи Kindle.
Kongregate, сайт хостингу браузерних ігор, пропонує бейджі, які приносять користувачеві бали, подібно до системи Gamerscore Xbox Live та системи Trophy PlayStation Network. Так само, як і трофеї PSN, бали сприяють підвищенню рівня гравця. У розділі поширених запитань на сайті пояснюється: «Ваш рівень автоматично підвищуватиметься, коли ви зароблятимете бали. Ми все ще працюємо над деталями того, які привілеї та потенційні призи можна буде розблокувати за допомогою балів і рівнів».
У 2012 році RetroAchievements почали заднім числом додавати досягнення до старих ігрових систем для використання в програмному забезпеченні для емуляції, такому як RetroArch. Користувачі додають індикатори, які спрацьовують при зміні певного значення в емуляції ROM.

### Ігрові досягнення як сатира
Поява ігор, орієнтованих на досягнення, була висміяна у флеш-грі Achievement Unlocked. Гра є простим платформером ; вона відбувається на одному екрані без прокручування, і має лише прості елементи керування ходьбою та стрибками. У ньому немає чітко визначених умов перемоги, окрім отримання всіх 100 досягнень, від тривіальних («поворухнутись вліво», «натиснути на ігрове поле») до складних («торкнутись кожного квадрата», «знайти і відвідати три певні місця по порядку»). Гра призвела до появи двох сиквелів.

### Досягнення в рамках гейміфікації
Програма збору інформації АНБ XKeyscore використовує досягнення, нараховуючи бали «skilz», щоб допомогти у навчанні нових аналітиків як форму гейміфікації навчання.